# Eri Kawai
Eri Kawai Kawai Eri (河井英理) (8 de maio de 1965 – 4 de agosto de 2008) foi uma cantora, compositora e pianista japonesa. Ela se formou na Universidade Nacional de Tóquio de Belas Artes e Música porém não só compôs e cantou pop clássico, mas também música do mundo. Ela era amiga do compositor de video games Yasunori Mitsuda e tinha colaborado com ele em várias de suas obras. Morreu em 4 de agosto de 2008 aos 43 anos após ter sido hospitalizada por câncer de fígado.

## Discografia

### Álbuns
- [2008.12.17] Kaze no Michi he (風の道へ - Para o caminho do vento)
- [2008.12.24] Himawari (ひまわり - Girassóis)
- [2009.08.26] Oriental Green (Verde Oriental)

### Miniálbuns
- [1996.05.17] Fujiterebi Kei (Wa Zuwasu no Bouken) (フジテレビ系「ワーズワースの冒険」 - Série da TV Fuji "As Aventuras de Wordsworth")
- [1997.00.00] Ao ni Sasageru (青に捧げる - Homenagem ao azul)
- [2001.04.25] Erie/Prayer (Erie/Oração)

### Singles
- [2006.06.02] Madoromi no Rinne (まどろみの輪廻 - Ciclo de sono)
- [2007.06.08] Almateria - em parceria com a cantora Kaori Hikita.

## Contribuições
Eri Kawai foi compositora de muitas trilhas sonoras de animês e jogos eletrônicos, cantou em aberturas de animês, série de TV e jogos eletrônicos, além de ter escrito a letra de várias canções que foram interpretadas por outras cantoras. Veja algumas dessas contrbuições:
- ARIA: compositora de algumas músicas e letrista de todas as três canções de abertura que foram interpretadas pela cantora Yui Makino.
  - Aria - The Animation: Primeira temporada do animê ARIA, compôs algumas música e escreveu a letra da música de abertura, Undine (ウンディーネ).
  - Aria - The Natural: Segunda temporada do animê ARIA, compôs algumas músicas e escreveu a letra de duas músicas:

1. Euforia (ユーフォリア) - tema de abertura.
2. Amefuribana (雨降花) - música inserida durante o animê.

- - Aria - The Origination: Terceira e última temporada do animê ARIA, compôs algumas músicas e escreveu a letra da música de abertura, Spirale (スピラーレ).

- Tales Of Symphonia - The animation (OVA): cantou o tema de abertura, Almateria que mais tarde foi lançado em um single com parceria da cantora Kaori Hikita que cantou o tema de encerramento do anime.

- Kirite: Álbum do compositor Yasunori Mitsuda. Eri Kawai contribuiu com: vocal, letras e piano.

- Colours Of Light -Yasunori Mitsuda Vocal Collection-: Coletânea do compositor Yasunori Mitsuda. Eri Kawai contribuiu com vocais e composição.

- Air Movie: cantou a música de encerramento, If Dreams Came True.

- Strange Dawn: cantou a música de abertura, Sora he.

- Apocripha/0: cantou a música tema, Chikaii no Esuperosu (誓いのエスペロス).

- Rurouni Kenshin: cantou uma das músicas temas, Nanairo no Kaze.

- Animage(アニマージュ): Álbum de covers de músicas de animês interpretadas por outros artistas. Eri cantou cinco músicas:

1. Zankoku na Tenshi no THESIS (残酷な天使のテーゼ) (faixa #01)
2. Yakusoku wa Iranai (約束はいらない) (faixa #04)
3. Rhythm Emotion (faixa #07)
4. only one. NO.1 (faixa #10)
5. Kimi wo Nosete (君をのせて) (faixa #15)

- Animage 2 (アニマージュ２): Segundo volume do álbum de covers de músicas de animês interpretadas por outros artistas. Eri Kawai cantou quatro músicas:

1. You Get to Burning (faixa #01)
2. Feeling Heart (faixa #04)
3. buru.uo.ta (ブルーウォーター) (faixa #11)
4. notakaramono (のたからもの) (faixa #15)

- Arc the Lad Twilight of the Spirits: cantou a música tema, Memories of the Stars.

- Romeo x Juliet (anime): cantou a música tema do animê, Prayer.

- Ryu ga Gotoku: cantou a música tema, Amazing Grace ~Quartet Arrange~.

- Ryu ga Gotoku 2: cantou a música tema, Silent Night ~Arrange Version~.

- Soma Bringer: cantou e ajudou na composição de duas músicas:

1. -Ring-
2. Determination

- Dark Chronicle: cantou a música tema, The Adventure That Never Ends (Rush Theme) ~終わらない冒険 (ラッシュテーマ)~.

- Universe ~Suteki na Uchuusen Chikyuu Gou~ (Universe ～素敵な宇宙船地球号～): cantou duas músicas:

1. Sanctuary (a cappella) (サンクチュアリー(アカペラ))
2. Ko Ryuu - Yunibasu (子龍 - ユニバース) Vocal Version Featuring Erie

- Fate/stay night PS2 "Realta Nua": cantou a música tema, Yume no Owari.

- Xenosaga Episode I: ajudou na composição de uma música, Prologue.

- Hopeful Weeds: ajudou na composição de uma música, Hopeful Weeds.